# Alain Gérard (homme politique)
Pour les articles homonymes, voir Alain Gérard et Gérard.
Allain Gérard dit Alain Gérard, né le 2 décembre 1937 à Tréméven (Côtes-du-Nord) et mort le 26 février 2018 à Quimper ,, est un homme politique français.

## Biographie
Cadre administratif de profession, il est membre de la commission supérieure du Crédit maritime mutuel.
Entré en politique en devenant le suppléant de Marc Bécam, député de la 1re circonscription du Finistère, il le remplace lorsque celui-ci entre au gouvernement. Son modèle politique demeure le général de Gaulle : « C'est sans doute prétentieux, mais de Gaulle est pour moi un modèle d'homme qui a toujours su que faire de la politique, c'est prévoir et inventer l'avenir pour que des hommes et des femmes y puisent de nouvelles énergies.»
Le 28 septembre 1986, lors d'une élection sénatoriale partielle provoquée l'élection de Marc Bécam comme député, il est élu sénateur du Finistère. Il est réélu le 24 septembre 1989, puis le 27 septembre 1998 sous l'étiquette RPR. Au Sénat, il est membre du groupe UMP. Il ne se représente pas en 2008.
Lors des élections municipales de 2001, il permet à la droite de reconquérir la mairie de Quimper en l'emportant face au candidat socialiste Jean-Claude Joseph, succédant ainsi au maire sortant Bernard Poignant (PS) qui ne se représentait pas. Il préside à partir de cette date, et jusqu'en 2008, la Communauté d'agglomération Quimper Communauté.

## Parcours professionnel
- Formation : CAP d'électricien du bâtiment, puis brevet professionnel d'électrotechnique en cours du soir.
- 1956-1959 : exploitant agricole.
- 1963-1978 : professeur de technologie au Likès, à Quimper.
- 1981-1986 : cadre administratif chez Matra Communication à Quimper.

## Mandats
- Du 7 mai 1978 au 22 mai 1981 : député de la 1re circonscription du Finistère
- Du 28 septembre 1986 au 30 septembre 2008 : sénateur du Finistère
- De 1977 à 1989 : premier adjoint au maire de Quimper, Marc Bécam.
- Du 18 mars 2001 au 16 mars 2008 : maire de Quimper (Finistère) et président de Quimper Communauté
- Conseiller général du Finistère